# Флоревицы
Флоревицы — деревня в Лопухинском сельском поселении Ломоносовского района Ленинградской области.

## История
Деревня Фролевиц обозначена на карте Ингерманландии А. Ростовцева 1727 года.
На карте Санкт-Петербургской губернии Я. Ф. Шмидта 1770 года она упоминается как деревня Фларевич.
На карте Санкт-Петербургской губернии Ф. Ф. Шуберта 1834 года обозначена деревня Фралевицы, состоящая из 37 крестьянских дворов.

ФЛАРЕВИЦЫ — деревня принадлежит гвардии поручику князю и княгине Енгалычевым, число жителей по ревизии: 94 м. п., 100 ж. п.

В оной церковь каменная во имя Святой Троицы. (1838 год)

Согласно карте профессора С. С. Куторги 1852 года деревня называлась Фралевицы.

ФЛОРЕВИЦЫ — деревня княгини Енгалычевой, по просёлочной дороге, число дворов — 25, число душ — 82 м. п. (1856 год)

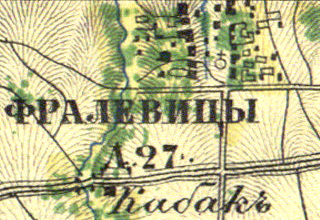
Деревня Флоревицы на карте 1860 года

Согласно «Топографической карте частей Санкт-Петербургской и Выборгской губерний» в 1860 году деревня называлась Фралевицы и насчитывала 27 крестьянских дворов. В деревне была часовня и кабак.

ФЛОРЕВИЦЫ (ФРАЛЕВИЦЫ) — деревня владельческая при ключах, число дворов — 29, число жителей: 81 м. п., 84 ж. п. (1862 год)

В конце XIX века деревня административно относилась к Воронинской волости 2-го стана Петергофского уезда Санкт-Петербургской губернии, в начале XX века — 3-го стана.
С 1917 по 1922 год деревня входила в состав Глобицкого сельсовета Воронинской волости Петергофского уезда.
С 1922 года в составе Копорской волости.
С 1923 года в составе Троцкого уезда.
Согласно данным переписи населения СССР 1926 года в деревне Флоревицы проживали 182 человека — все русские.
С августа 1927 года в составе Ораниенбаумского района
В 1928 году население деревни Флоревицы также составляло 182 человека.

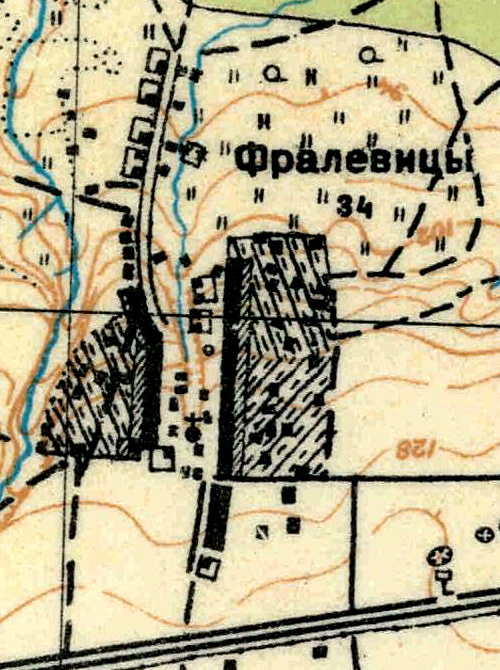
План деревни Флоревицы. 1930 год

Согласно топографической карте 1930 года деревня называлась Фралевицы и насчитывала 34 двора, в центре деревни находилась часовня.
По данным 1933 года деревня Флоревицы входила в состав Глобицкого сельсовета Ораниенбаумского района.
С 1 августа 1941 года по 31 декабря 1943 года деревня находилась в оккупации.
С 1950 года в составе Верхнего сельсовета.
С 1960 года в составе Лопухинского сельсовета.
С 1963 года в составе Гатчинского района.
С 1965 года вновь в составе Ломоносовского района. В 1965 году население деревни Флоревицы составляло 53 человека.
По данным 1966, 1973 и 1990 годов деревня Флоревицы также входила в состав Лопухинского сельсовета.
В 1997 году в деревне Флоревицы Лопухинской волости проживали 4 человека, в 2002 году — 10 человек (русские — 80 %), в 2007 году — вновь 4.

## География
Деревня расположена в юго-западной части района на автодороге 41К-008 (Петродворец — Криково), к западу от административного центра поселения, деревни Лопухинка.
Расстояние до административного центра поселения — 15 км.
Расстояние до ближайшей железнодорожной станции Копорье — 14 км.

## Демография
| 1862 | 2002 | 2007 | 2010 | 2017 |
| ---- | ---- | ---- | ---- | ---- |
| 165  | ↘10  | ↘4   | ↗10  | ↘4   |